# 常洪隧道
常洪隧道是中国浙江省宁波市一条跨甬江隧道，载有世纪大道连接鄞州区和江北区。隧道由上海城建集团隧道股份以BOT模式建成于2002年3月2日，是中国大陆内资企业首次采用BOT模式建成的工程。隧道建成后收取通行费，这一收入在为隧道股份带来大笔收入的同时，大大增加了宁波市民驾车出行的开支，因而自产生起争议不断，并引起了诉讼。2010年1月1日起，常洪隧道收费取消。收费取消后，隧道车流量大增。对此，宁波交警部门采取了相应的限行措施。

## 隧道建设
隧道于1999年6月8日开工，2002年3月2日建成通车。隧道全长3267米，其中过江段长395米。隧道为双孔隧道，每孔各设2车道，每车道宽3.75米，两孔间设一管廊。隧道线形为驼峰形，两岸高，中间低，最大纵坡为4%。为克服土壤含水量大，土体承载力不足，河流淤积强度大的困难，同时兼顾成本，工程采用桩基法沉管隧道的施工方法，这一施工方法为中国大陆首先采用。
从2008年开始，常洪隧道出现管壁渗水的现象。经过勘察，确定隧道沉管没有发生渗漏，渗水都出现在隧道入口处的陆地上。上海市隧道工程轨道交通设计研究院专家估计，可能是伸缩缝出现裂缝。经过安全评估，不会对结构安全产生影响。2010年9月19日，常洪隧道开始进行夜间大修，为期一个月。

## 收费争议
常洪隧道建设时采用BOT模式，上海城建集团、隧道股份和宁波中天投资有限公司分别出资45%、45%和10%，组建宁波常洪隧道发展有限公司，总注册资本1.4亿元。2003年，隧道股份接过上海城建集团的45%股份，其持股比例达到90%。
从建成起，常洪隧道向通行车辆收费，其收费标准为一类车10元、二类车20元、三类车30元。根据隧道股份的介绍，其拥有常洪隧道20年的专营权，但事实上，其获得的收费年限最初只有5年，而后于2006年再次获得收费权延长。据隧道股份公布的2008年年报显示，常洪隧道所获利润占到该公司年净利润的近一成，但该公司表示，在这一项目上仍可能存在亏损。
由于建设之初，常洪隧道所在地区尚属于郊区，但6年以后，由于宁波城市发展，世纪大道已经成为城市主干道，因而这一收费给不少驾车通勤者带来了经济压力。此外，由于部分宁波市民选择绕行庆丰桥，这也给宁波市中心增加了交通压力。因为这些原因，常洪隧道的收费问题屡屡成为宁波市民关心的热点，也是连续几年宁波市“两会”期间的议题。而宁波市国资委一方面指出，是否取消收费需要与其他收费公路“通盘考虑”，另一方面以明州大桥等跨甬江工程即将通车为由，指出收费带来的交通问题在将来可能得到改善。2008年1月8日，镇海律师邱伟飞向宁波市江东区人民法院递交诉状，以收费未公示，收费标准未听证，审批文件未备案，违反《收费公路管理条例》为由，要求取消收费，并返还通行费10元。2008年7月2日，其诉讼请求被法院驳回。
2009年12月4日，宁波市人民政府表示，为缓解中心城区的交通拥堵，常洪隧道从2010年1月1日起取消收费。2009年12月25日，常洪隧道提前开始免费试通行。，2011年3月20日，隧道股份发布公告，称常洪隧道发展有限公司与宁波市市政管理处签订回购协议。

## 拥堵与限行
2009年12月25日，常洪隧道开始免费试通行，其车流量由原先的日2.4万辆增长到日4万辆，到次年1月20日更增长到日6万辆。取消收费前经过隧道只需2分钟，但取消收费后在拥堵时段需要半小时甚至更长方能通过隧道。导致隧道拥堵一大原因是位于镇海区的甬江水底隧道和招宝山大桥仍在收费，因而部分车辆转移到常洪隧道通行。为此，2010年2月28日，这两处收费点和宁波市境内其他3处收费点一同撤销，但此后，由于舟山跨海大桥、宁波东站等设施的启用，常洪隧道仍然交通压力巨大。为此，宁波市交警部门采取了限行措施，禁止高峰时段通行非宁波牌照货车，且对小客车实行单双号通行，但仍然难以有效缓解常洪隧道的交通压力。